# Ellie Harp
Ellie Harp, gespeeld door actrice Sheryl Lee, is een personage uit de televisieserie One Tree Hill.

## Geschiedenis
Ellie is een schrijfster die verslaafd is aan cocaïne. Nadat ze zwanger werd van Peyton Sawyer, gaf ze haar op. Larry en Anna Sawyer adopteerden haar.

## Seizoen 2
Hoewel ze in overeenstemming ging geen contact op te nemen met Peyton, doet ze dit toch aan het einde van het tweede seizoen. Ze doet alsof ze een artikel maakt over Peyton om zo haar leven binnen te stappen. Peyton belt haar tijdschrift op en ontdekt dat er niemand onder de naam Ellie Harp voor dat tijdschrift werkt. Omdat ze ook enge e-mails krijgt van de anonieme WATCHMEWATCHU, gaat ze ervan uit dat Ellie dit is. Ellie vertelt echter dat ze haar moeder is.

## Seizoen 3
Hoewel Peyton Ellie niet vertrouwt, is ze toch nieuwsgierig. Echter, wanneer Lucas Scott Ellie betrapt op het kopen van drugs, wil Peyton geen contact meer met haar. Al snel blijkt dat Ellie drugs kocht als verdovingsmiddel omdat ze borstkanker heeft. Als ook Peyton dit ontdekt, besluit ze toch een band te scheppen met Ellie.
Wanneer Peyton een artikel leest die Ellie over haar schreef, voelt ze zich gebruikt en zegt ze dat Ellie alleen contact opzocht voor haar artikel. Na schuldgevoelens neemt ze echter opnieuw contact op. Ze besluiten samen een cd uit te brengen om Haley James Scotts carrière te promoten. De opbrengst willen ze opsturen naar een borstkankerstichting. Echter, Ellie sterft op de dag dat de cd's gereed zijn. Peyton verspreidt haar as uiteindelijk.